# إبراهيم بن مهدي آل عرفات
إبراهيم بن مهدي بن حسن آل عرفات عرف أيضًا بإبراهيم البحراني وإبراهيم عرب (1765 - ق. 1852 م) (1180 - ق. 1269 م) فقيه جعفري وكاتب بحراني من أهل القرن الثالث عشر الهجري. ولد في القديح بإمارة بنو خالد ونشأ بها. تتلمذ في العراق على صادق بن علي الأعرجي ومحمد مهدي بن هداية الله الموسوي وأحمد بن زين الدين الأحسائي. كان شاعرًا، ومهتمًا بالأدب منذ صغره. له عدة مؤلفات في الشرح والتعليق وأشعار. 

## سيرته
هو إبراهيم بن مهدي بن حسن بن عيسى بن عرفات بن عيد بن قوام القديحي القطيفي. ولد عام 1180 هـ في القديح في القطيف بإمارة بنو خالد بشرقي الشبة الجزيرة العربية ودرس بها أولًا ثم هاجر منها للتحصيل إلى النجف في 1196 هـ وتتلمذ بها على عدة علماء، منهم صادق بن علي الحسيني الأعرجي الفحام، ومحمد مهدي بن هداية الله الموسوي الأصفهاني الشهيد الثالث، وجعفر كاشف الغطاء، وأحمد بن زين الدين الأحسائي، وغيرهم مثل جعفر بن خضر النجفي وخليل بن حسين البلاغي.

كان كثير السفر، وقد كتب بقلمه حول أسفاره ورحلاته. وقد سكن البصرة وبلاد فارس والحويزة واللنجة. وظلّ بخراسان مدة إذ درس فيها عند محمد مهدي الحسيني. 
الشيخ إبراهيم شخصية علمية ودينية بارزة من بلدة القديح في المنطقة الشرقية. عُرف بالعلم والفضل، وكان من أهل التدريس والنسخ والتأليف، وامتلك كتاب الكشكول الذي احتفظ به حتى وفاته، وهو أمر نادر في ذلك الزمن نظرًا لقلّة تداول الكتب. عاش حياة زهد وتواضع، ولم يتزوج حتى بلغ الحادية والأربعين من عمره، ويُذكر أن سبب تأخر زواجه كان الفقر وضيق ذات اليد، إذ حاول مرة الزواج لكن الأمر لم يتم. ورغم ذلك، بقي محبوبًا بين أهل بلده، مشهورًا بكرمه وعطائه، لا يردّ سائلًا، ويثيب من أحسن إليه. 
بقي ذكره حاضرًا من خلال عائلته المعروفة في القديح باسم عائلة جواد بن الشيخ، والتي يُرجّح إنها عقبه. وقد ورث الناس عنه سمعته الطيبة وذكراه العطرة، وظل اسمه مرتبطًا بمسجده الذي صار معلمًا دينيًا واجتماعيًا في البلدة.
يقال إن المسجد كان في الأصل بيت الشيخ إبراهيم، وإنه دُفن فيه بعد وفاته، وبالقرب منه توجد مقبرة صغيرة ملتصقة بجدار المسجد، تُعرف محليًا باسم مقبرة الجهال، لكونها كانت مخصصة لدفن الأطفال. كانت موجودة حتى وقتٍ قريب وتمت إزالتها بعد تجديد بناء المسجد، ويُرجّح أن قبر الشيخ فيها.
توفي الشيخ إبراهيم حوالي سنة 1269 هـ. 

## مؤلفاته
له مصنفات، منها:
- ردود ونقود: وهو تلخيص للفتوحات المكية لابن عربي، وتلخيصه.
- الكشكول، ضم فيه مجموعة من الأشعار والقصص والفوائد التاريخية، فرغ منه في 14 9 1221 .
- حاشية مبسوطة على الفتوحات المكية
- تعليقات على الجزء السادس من كتاب هدي العقول في شرح الأصول.
- تعليقات على بعض الرسائل للكاظم الرشتي
- حاشية على مختار القراء : و مختار القراء كتاب فارسي في علم القراءة لمختار الأعمى الإصفهاني.